# Lethrus crassus
Lethrus crassus är en skalbaggsart som beskrevs av Hillert 2004. Lethrus crassus ingår i släktet Lethrus och familjen tordyvlar. Inga underarter finns listade i Catalogue of Life.